# Brasilien i olympiska sommarspelen 1936
Brasilien deltog med 73 deltagare vid de olympiska sommarspelen 1936 i Berlin. Ingen av landets deltagare erövrade någon medalj.